# 双氢麦角考宁
双氢麦角考宁（英語：Dihydroergocornine）是一种麦角生物鹼。它与双氢麦角斯汀和双氢麦角隐亭一起，组成药物双氢麦角毒碱。
双氢麦角考宁缓解偏头痛的效果低于酒石酸麦角胺和二氢麦角胺，但毒性也较小。
注射双氢麦角考宁可以暂时降低血压和心率，而口服几乎没有效果。